# A.S. Handball Albatro Siracusa 2022-2023

## Stagione
L'Albatro Teamnetwork Siracusa nella stagione 2022-2023 disputa il suo undicesimo campionato di massima divisione

## Rosa
| N° | Naz.                  | Ruolo | Sportivo            | Anno |  |  |
| -- | --------------------- | ----- | ------------------- | ---- |  |  |
| 12 | Italia (bandiera)     | P     | Gabriele Nobile     | 2001 |  |  |
| 16 | Italia (bandiera)     | P     | Lorenzo Martelli    | 1998 |  |  |
| 99 | Serbia (bandiera)     | P     | Matija Gligić       | 1999 |  |  |
| 2  | Argentina (bandiera)  | A     | Leonardo Bianchi    | 1988 |  |  |
| 5  | Italia (bandiera)     | PV    | Vito Claudio Marino | 1994 |  |  |
| 7  | Italia (bandiera)     | A     | Nicolò Argentino    | 2001 |  |  |
| 8  | Argentina (bandiera)  | T     | Juan Ignacio Zungri | 1988 |  |  |
| 9  | Italia (bandiera)     | A     | Alessandro Bandiera | 2005 |  |  |
| 11 | Italia (bandiera)     | PV    | Andrea Calvo        | 1987 |  |  |
| 13 | Italia (bandiera)     | T     | Mattia Calvo        | 1990 |  |  |
| 15 | Italia (bandiera)     | A     | Gianluca Vinci      | 1999 |  |  |
| 18 | Italia (bandiera)     | A     | Francesco Burgio    | 2005 |  |  |
| 22 | Argentina (bandiera)  | T     | Julián Souto Cueto  | 1993 |  |  |
| 23 | Argentina (bandiera)  | T     | Máximo Miguel Murga | 1985 |  |  |
| 24 | Italia (bandiera)     | A     | Giuseppe Cuzzupè    | 2004 |  |  |
| 25 | Montenegro (bandiera) | T     | Marko Bobičić       | 1992 |  |  |
| 28 | Serbia (bandiera)     | PV    | David Gligić        | 1999 |  |  |
| 59 | Slovenia (bandiera)   | T     | Jan Gorela          | 1993 |  |  |
| 77 | Italia (bandiera)     | T     | Matteo Mizzi        | 2004 |  |  |

## Mercato

### Sessione estiva
| Acquisti | Acquisti           | Acquisti     | Acquisti   | Acquisti |
| R.a      | Nome               | da           | Modalità   | Note     |
| -------- | ------------------ | ------------ | ---------- | -------- |
| PT       | Lorenzo Martelli   | Black Devils | definitivo | [ 1 ]    |
| PV       | Andrea Calvo       | svincolato   | definitivo | [ 2 ]    |
| PT       | Matija Gligić      | Emmeti       | definitivo | [ 3 ]    |
| TD       | Jan Gorela         | svincolato   | definitivo | [ 4 ]    |
| TS       | Julián Souto Cueto | Ciudad Real  | definitivo | [ 4 ]    |
| PV       | David Gligić       | Bozen        | definitivo | [ 5 ]    |

| Cessioni | Cessioni        | Cessioni   | Cessioni       | Cessioni |
| R.       | Nome            | a          | Modalità       |          |
| -------- | --------------- | ---------- | -------------- | -------- |
| TD       | Hamza Fredj     | AS Monaco  | definitivo     |          |
| PT       | Gabriele Randes | Molteno    | definitivo     |          |
| PT       | Angelo Mincella |            | ritiro         |          |
| TS       | Giovanni Rosso  | svincolato | fine contratto |          |

### Sessione invernale
| Acquisti | Acquisti      | Acquisti | Acquisti   | Acquisti |
| R.a      | Nome          | da       | Modalità   | Note     |
| -------- | ------------- | -------- | ---------- | -------- |
| AD       | Riccardo Ganz | Kozina   | definitivo |          |

| Cessioni | Cessioni | Cessioni | Cessioni | Cessioni |
| R.       | Nome     | a        | Modalità |          |
| -------- | -------- | -------- | -------- | -------- |